# Portage (Wisconsin)
Portage ist eine Stadt (mit dem Status „City“) und Verwaltungssitz des Columbia County im US-amerikanischen Bundesstaat Wisconsin. Das U.S. Census Bureau ermittelte bei der Volkszählung 2020 eine Einwohnerzahl von 10.581. Portage ist Bestandteil der Metropolregion Madison.

## Geographie
Portage liegt auf 43°33' nördlicher Breite und 89°28' westlicher Länge, erstreckt sich über 23,4 km2 auf einer Höhe von 249 Meter über dem Meeresspiegel. Die Stadt liegt im Tal des Wisconsin River.
Am Rand der Stadt kreuzen sich die Interstate Highways I-39, I-90 und I-94. Durch die Stadt führen die Interstate 39, der U.S. Highway 51 sowie die Wisconsin Highways 16, 33 und 127.
Die Stadt ist an das Streckennetz der Canadian Pacific Railway angebunden. Der Empire Builder, ein Reisezug der Amtrak von Chicago nach Seattle, hält zweimal täglich in Portage.
Der Dane County Regional Airport liegt 50 Kilometer südlich der Stadt.
Die nächstgelegenen größeren Städte sind Madison, die Hauptstadt des Bundesstaates (ca. 60 km südlich), Wausau (ca. 150 km nördlich), La Crosse (ca. 160 km westlich) und Milwaukee (ca. 160 km östlich). Die nächstgelegene Millionenstadt ist Chicago (ca. 260 km südöstlich).

## Geschichte

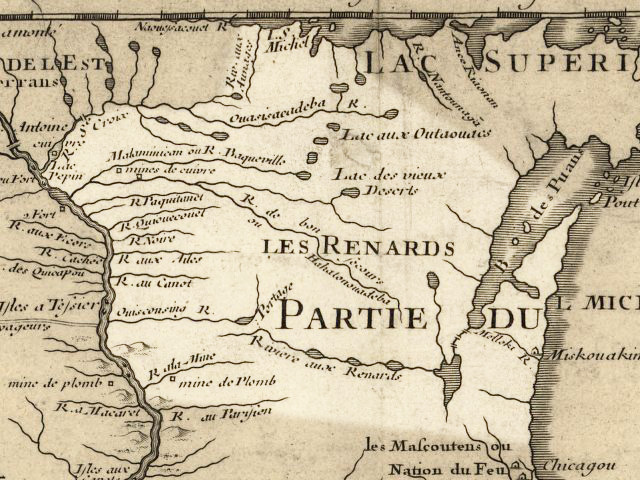
Wisconsin im Jahr 1718, Karte von Guillaume Delisle, die die historische Portage zeigt.

Bereits die regionalen Indianerstämme, und später auch die europäischen Händler, nutzten den Vorteil der Tiefebene zwischen dem Fox River und dem Wisconsin River als natürliche Portage. 1673 gelangten Jacques Marquette und Louis Joliet mithilfe von Kanus in die Gegend des heutigen Portage. Die französischen Pelzhändler beschrieben den Ort als „le portage“. Die Stadt verdankt ihren Namen diesem Wort (Beschreibung für „Wasserfortbewegungsmittel tragen, um Hindernisse im Wasserabschnitt umgehen zu können“).
Als eine „Portage“ entwickelte sich die Gemeinde zu einem regen Handelsplatz. Um diese Entwicklung zu unterstützen, wurde ein Kanal zum Fox River erbaut. Dabei gelang es, einen wichtigen Wasserweg zwischen den Großen Seen und dem Mississippi River zu etablieren. Der Wasserweg wurde unter dem Namen Fox-Wisconsin Waterway bekannt und war eine wichtige und häufig verwendete Route für Pelzhändler während der französischen Kolonialisierung des amerikanischen Kontinents. Später wurde Portage auch an das Eisenbahnnetz angeschlossen. Portage hat seit 1854 den Status einer Stadt.

## Bevölkerung
Nach der Volkszählung im Jahr 2010 lebten in Portage 10.324 Menschen in 4060 Haushalten. Die Bevölkerungsdichte betrug 480,2 Einwohner pro Quadratkilometer. In den 4060 Haushalten lebten statistisch je 2,27 Personen.
Ethnisch betrachtet setzte sich die Bevölkerung zusammen aus 90,9 Prozent Weißen, 5,0 Prozent Afroamerikanern, 0,9 Prozent amerikanischen Ureinwohnern, 0,8 Prozent Asiaten sowie 0,7 Prozent aus anderen ethnischen Gruppen; 1,6 Prozent stammten von zwei oder mehr Ethnien ab. Unabhängig von der ethnischen Zugehörigkeit waren 4,0 Prozent der Bevölkerung spanischer oder lateinamerikanischer Abstammung.
22,1 Prozent der Bevölkerung waren unter 18 Jahre alt, 64,0 Prozent waren zwischen 18 und 64 und 13,9 Prozent waren 65 Jahre oder älter. 46,3 Prozent der Bevölkerung war weiblich.
Das mittlere jährliche Einkommen eines Haushalts lag bei 43.428 USD. Das Pro-Kopf-Einkommen betrug 21.169 USD. 16,3 Prozent der Einwohner lebten unterhalb der Armutsgrenze.

## Personen, die mit der Stadt in Verbindung gebracht werden
- Maureen Brunt (* 1982), Curlerin; in Portage geboren
- Jeffrey Dahmer (1960–1994), Serienmörder, ab 1992 in Portage inhaftiert und von einem Mithäftling ermordet
- Zona Gale (1874–1938), Schriftstellerin und Dramatikerin, 1921 erste weibliche Gewinnerin des Pulitzer-Preises für Theater
- Charles W. Henney (1884–1969), Politiker, Abgeordneter für Wisconsin im US-Repräsentantenhaus
- John Edward Kelley (1853–1941), Politiker, Abgeordneter für South Dakota im US-Repräsentantenhaus
- James J. Lindsay (1932–2023), General, in Portage geboren
- Lori Mountford (* 1959), Curlerin; in Portage geboren
- Russell W. Peterson (1916–2011), Politiker, Gouverneur des Bundesstaates Delaware
- Frederick Jackson Turner (1861–1932), Historiker, in Portage geboren